# Herrschaft Wildenwart

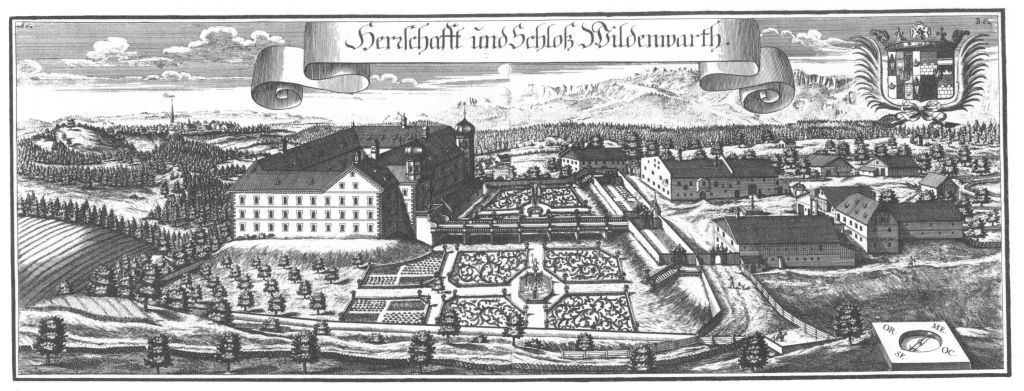
Schloss Wildenwart nach einem Kupferstich von Michael Wening von 1721

Die Herrschaft Wildenwart war eine historische Herrschaft im Chiemgau in Oberbayern.

## Geschichte
Der Vorläufer von Schloss Wildenwart entstand im 12. Jahrhundert und wechselte mehrfach den Besitzer. Das Schloss erhielt seine jetzige Form als Vierflügelanlage mit Eckturm um einen mit Arkaden geschlossenen Innenhof um 1600. Im Graben der ehemaligen Burg wurde zu dieser Zeit eine Gartenanlage angelegt. Das Schloss war Sitz der bis 1806 mit der Hochgerichtsbarkeit ausgestatteten Herrschaft. 
Ab 1688 war die Herrschaft im Besitz der Familie von Tann, die sie 1771 an die Preysings verkauften, denen auch die nahe gelegene Herrschaft Hohenaschau gehörte. Die größte Ortschaft in der Herrschaft Wildenwart war Prien, das um 1804 noch ein aus lediglich 33 Häusern bestehendes Dorf war.  1813 wurden die Herrschaften Wildenwart und Hohenaschau in ein königlich-bayerisches, gräflich-preysingisches Patrimonialgericht mit Sitz in Prien umgewandelt. Die 1818 erfolgte Aufhebung der Belehnung wurde gerichtlich angefochten, so dass das Gericht bis zur Revolution 1848 Bestand hatte.
Schloss Wildenwart wurde im Jahr 1862 von Erzherzog Franz V. von Modena-Este und seiner Frau Adelgunde von Bayern erworben. Es kam auf dem Erbweg schließlich in den Besitz der bayerischen Königsfamilie, die nach der Revolution 1918 hier Zuflucht fand. Die Wittelsbacher besitzen das Schlossgut bis heute. 